# Pitchfork Media
Pitchfork Media, o simplement Pitchfork, és una publicació de Chicago (Illinois), que s'edita diàriament a través d'Internet. Està dedicada a la crítica i comentaris de música, notícies musicals i entrevistes a artistes. Està enfocada principalment a la música independent, incloent l'indie rock. Encara que, en menor mesura, inclouen gèneres musicals com l'electrònica, el pop, el hip-hop, el dance, el folk, el jazz i la música experimental.
El lloc, que es va fundar el 1995, es concentra en les novetats musicals, però els periodistes de Pitchfork també repassen àlbums i box sets ja editades. El lloc ha publicat llistes de "best-of" (el millor de) -tals com els millors àlbums dels anys 1970, 1980 i 1990, i les millors cançons dels 1960- i també especials anuals que donen detall dels millors senzills i àlbums de cada any entre 2001 i 2006.

## Impacte
Creada en 1996, Pitchfork Media és actualment el mitjà de comunicació de referència per a tota una generació. En els últims anys, la companyia estatunidenca ha estès les seves activitats a un canal de televisió online (Pitchfork.tv) i un festival que se celebra a Chicago en el mes de juliol (Pitchfork Festival).
Encara que el gruix del treball de Pitchfork Media és el seu web, que s'ha convertit en el mitjà en línia líder mundial en el camp de la música independent, 1.600.000 visitants únics al mes i 250.000 visites al dia avalen el seu reconeixement com el principal far de la crítica musical en el nostre temps. La llista d'artistes que han vist com les seves carreres es disparaven gràcies a l'exposició mediàtica que els ha donat la web és interminable: d'Arcade Fire a Deerhunter, d'Animal Collective a Vampire Weekend, passant per Fleet Foxes, Grimes, Dan Deacon, Girl Talk i molts més.